# Terry Moore (cartunista)
Terry Moore é um cartunista americano, conhecido pelas séries de revistas em quadrinhos Estranhos no Paraíso e Rachel Rising e pela fundação da Homage Comics.